# Craig Robinson (acteur)
Craig Phillip Robinson (Chicago, 25 oktober 1971) is een Amerikaanse acteur en komiek. Hij is vooral bekend van zijn rol in de serie The Office US (2005-2013) als Darryl Philbin en in de films Pineapple Express (2008), Zack and Miri Make a Porno (2008) en Hot Tub Time Machine (2010).

## Filmografie

### Films
- The Bad Guys (2022) - Shark
- Muppets Haunted Mansion (2021) - Zingende Buste
- Morris from America (2016) - Curtis Gentry
- This Is the End (2013) - zichzelf
- We the Peeples (2011) - TBA
- Hot Tub Time Machine (2010) - Nick
- Donkey's Caroling Christmas-tacular (2010) - Cookie
- Shrek Forever After (2010) - Cookie
- Father of Invention (2010) - TBA
- Post Grad (2009) - Funeral Director
- The Goods: Live Hard, Sell Hard (2009) - DJ
- Night at the Museum: Battle of the Smithsonian (2009) - Tuskegee Airman 2
- Miss March (2009) - Horsedick .MPEG
- Memphis Calling (2009) - Memphis
- Fanboys (2009) - Skywalker Ranch guard
- Zack and Miri Make a Porno (2008) - Delaney
- The Frequency of Claire (2008) - Q-pid
- Prop 8: The Musical (2008) - A Preacher
- Pineapple Express (2008) - Matheson
- Walk Hard: The Dewey Cox Story (2007) - Bobby Shad
- Knocked Up (2007) - Club Doorman
- Daddy's Little Girls (2007) - Byron de Rapper
- D-War (2007) - Bruce
- Year of the Scapegoat (2005) - Pappy Labourgeneaux
- Play'd: A Hip Hop Story (2002) - Cole
- AppleJax and YoYo (2001) - YoYo

### Televisie
*Exclusief eenmalige gastrollen.
- Mr. Robot (2016) - Ray ( 7 afleveringen )
- Brooklyn Nine-Nine (2014-2021) - Doug 'Pontiac Bandit' Judy (9 afleveringen)
- The Cleveland Show (2009-heden) - LeVar 'Freight Train' Brown (9 afleveringen)
- Eastbound & Down (2007-2012) - Reggie Macworthy (4 afleveringen)
- The Office US (2005-2013) - Darryl Philbin (120 afleveringen)
- Lucky (2003) - Mutha Rhodes (13 afleveringen)

### Videoclips
- Red Hot Chili Peppers - Hump de Bump - Bewaker
- Cee Lo Green ft. de Muppets - All I Need Is Love - Kerstman